# Портнов, Евгений Константинович
Евгений Константинович Портнов (28 мая 1988, Рязань) — российский футболист и тренер.
Портнов родился 28 мая 1988 года в Рязани. Футбольную карьеру провёл на любительском уровне.
Тренерскую карьеру начал в 2013 году. В качестве ассистента главного тренера становился призёром чемпионата России по футболу среди женских команд: серебряным (2015) и бронзовым (2021), участником финальной части чемпионата Европы в Голландии (2017) в составе сборной России, а также финалистом кубка России среди женских команд 2021 и 2022 года.
Окончил Российский государственный университет физической культуры и спорта.
В 2017 году исполнял обязанности главного тренера женской молодёжной сборной России до 19 лет.
В 2022 году ЖФК «Зенит» под руководством Ольги Порядиной и Портнова стал чемпионом России по футболу среди женских команд.
С ноября 2022 по декабрь 2024 — главный тренер ЖФК «Енисей». Далее — тренер ЖФК «Рубин».

## Достижения
Чемпионат Рязанской области по футболу
- футболист
  - Серебряный призёр: 2009

Чемпионат Чувашии по футболу:
- футболист
  - Бронзовый призёр: 2010
- тренер
  - Серебряный призёр[8]: 2018, 2019